# Indra Vostrá
Indra Vostrá (10. října 1931 Praha – 21. února 2017) byla jednou ze zakládajících členek dívčí vokální pěvecké skupiny Inkognito kvartet.
Od roku 1975 působila jako moderátorka televizního týdeníku Nad dopisy diváků a zejména vedoucí tehdejšího dopisového oddělení Československé televize se všeobecně známou, dnes již neplatnou poštovní adresou Jindřišská 16, PSČ 111 50 (chcete-li nám něco psát, tři jedničky padesát) Praha 1. V srpnu 1968 přežila nehodu autobusu v Ulánbátáru.

## Poznámka
V roce 1998 používala pseudonym Indra Vostrá herečka Tatiana Vilhelmová při moderování hudebního pořadu České televize Paskvil.